# 鬆芝屬
鬆芝屬（學名：Tomophagus）是擔子菌門多孔菌目靈芝科的一個屬，於1905年由美國真菌學家威廉·阿方索·默里爾發表描述。本屬過去為單型屬，其模式種鬆芝雖較少見，但廣泛分布於世界各地除東非以外的熱帶地區。2012年，本屬有另一物種吉仙鬆芝（T. cattienensis）被發表描述，其樣本採集自越南南部的吉仙國家公園。本屬過去被許多學者認為是靈芝屬的同物異名，不過近年的分子種系發生學研究結果支持其為一獨立的演化支。

## 分類
鬆芝最早於1851年由埃利亚斯·芒努斯·弗里斯描述發表，當時被歸入多孔菌屬中，學名為Polyporus colossus。1905年，美國真菌學家威廉·阿方索·默里爾將其歸入新屬鬆芝屬（Tomophagus）中，學名更改為Tomophagus colossus。相較於靈芝屬的類群，鬆芝的子實體質地較軟且顏色較淡，許多學者觀察其擔孢子的顯微結構後，發現與靈芝屬物種的孢子外形相當類似，都有一端呈截形，因此皆把本屬視為靈芝屬的同物異名。不過近年的分子種系發生學研究結果顯示鬆芝屬的類群為一獨立演化支，支持將本屬從靈芝屬中分出，本屬可能與粗皮靈芝（Ganoderma tsunodae）的親緣關係較為接近，且兩者在形態上亦十分相似。
本屬過去為單型屬，僅包含鬆芝一物種。2012年，有學者描述發表了本屬的一新種吉仙鬆芝（T. cattienensis），其樣本採集於越南南部的吉仙國家公園，本種的形態特徵與鬆芝稍有不同，例如本種子實體為淺紅棕色，鬆芝則為黃色；本種子實體內部乾燥後呈淺棕色，鬆芝則維持乳白色；本種的擔孢子長17.5-21.5微米、寬11.5-14.5微米，稍大於鬆芝的擔孢子（長14–20微米、寬9–14微米），另外核糖體DNA轉錄間隔區（ITS）的序列分析結果亦支持本種與鬆芝為不同物種。
有學者認為多孔菌科的單型屬Thermophymatospora可能是本屬的無性態，該屬樣本採集自伊拉克一椰棗園的土壤中，為菌絲具有扣子體的絲狀真菌，其厚垣孢子的形態與鬆芝非常相似。

## 註腳
1. ↑  粗皮靈芝（英语：Trachyderma tsunodae）過去曾被部分學者歸入另一屬Trachyderma，但後來該屬被視為靈芝屬的同物異名[7]，不過2017年的研究顯示粗皮靈芝不屬於靈芝屬狹義類群的演化支，而是自成另一演化支[4]。